# Pen-y-Bont F.C.
Pen-y-Bont F.C. (wal. Clwb Pêl-droed Pen-y-Bont) – walijski klub piłkarski, mający siedzibę w mieście Bridgend na południu kraju. Obecnie występuje w Cymru Premier.

## Historia
Chronologia nazw:
- 2013: Pen-y-Bont F.C. (wal. Clwb Pêl-droed Pen-y-Bont)

Klub piłkarski Pen-y-Bont F.C. został założony w miejscowości Bridgend w roku 2013 w wyniku fuzji klubów Bridgend Town F.C. oraz Bryntirion Athletic F.C.. Klub zajął miejsce obu klubów, które występowały w Welsh Football League Division One. W pierwszym sezonie 2013/14 zespół zajął trzecie miejsce, w następnym roku spadł na 5.pozycję. W 2016 został sklasyfikowany na 11.miejscu. W sezonie 2016/17 został wicemistrzem ligi, a rok później ponownie wywalczył trzecią lokatę. 
Po sześciu latach, zdobywszy pierwsze miejsce w Welsh Football League Division One w sezonie 2018/19, klub awansował do Welsh Premier League.

## Barwy klubowe, strój
| Błękitny | Granatowy |

Klub ma barwy błękitno-granatowe. Zawodnicy domowe spotkania zazwyczaj grają w błękitnych koszulkach, granatowych spodenkach oraz błękitnych getrach.

## Sukcesy

### Trofea międzynarodowe
Nie uczestniczył w rozgrywkach europejskich (stan na 31-05-2019).

### Trofea krajowe
| \| \| Zdobyte trofea w rozgrywkach Walii (stan na: 07-05-2025) \| |                                                          |      |                  |
| Rozgrywki                                                         | Osiągnięcie                                              | Razy | Sezon(y)         |
| Mistrzostwo                                                       | I miejsce                                                | 0    |                  |
| Mistrzostwo                                                       | II miejsce                                               | 1    | 2024/2025        |
| Mistrzostwo                                                       | III miejsce                                              | 1    | 2022/2023        |
| Puchar                                                            | zdobywca                                                 | 0    |                  |
| Puchar                                                            | finalista                                                | 1    | 2021/2022        |
| II liga                                                           | I miejsce                                                | 1    | 2018/19          |
| II liga                                                           | II miejsce                                               | 1    | 2016/17          |
| II liga                                                           | III miejsce                                              | 2    | 2013/14, 2017/18 |
| Walia                                                             | Zdobyte trofea w rozgrywkach Walii (stan na: 07-05-2025) |      |                  |

## Struktura klubu

### Stadion
Klub piłkarski rozgrywa swoje mecze domowe na stadionie Kymco Stadium w Bridgend, który może pomieścić 3000 widzów (500 miejsc siedzących).

## Kibice i rywalizacja z innymi klubami

### Rywalizacja
Największymi rywalami klubu są inne zespoły z okolic.

### Derby
- Barry Town United F.C.
- Cambrian & Clydach Vale B.&G.C.
- Taff's Well A.F.C.
- Ton Pentre F.C.

## Europejskie puchary
Legenda do wszystkich tabel:
- Q – runda eliminacyjna, 1/16, 1/8, 1/4, 1/2 – odpowiednia faza rozgrywek, Grupa – runda grupowa, 1r gr – pierwsza runda grupowa, 2r gr – druga runda grupowa, F – finał, R – runda, PO – play-off
- k. – rzuty karne, los. – losowanie, Dogr. – dogrywka, w. – zasada bramek strzelonych na wyjeździe

| Sezon   | Rozgrywki               | Runda | Klub            | Dom | Wyjazd | Ogólnie    |
| ------- | ----------------------- | ----- | --------------- | --- | ------ | ---------- |
| 2023/24 | Liga Konferencji Europy | 1Q    | FC Santa Coloma | 1–1 | 0–2    | 1–3, Dogr. |
| 2025/26 | Liga Konferencji        | 1Q    | Žalgiris Kowno  | 1–1 | 0–3    | 1–4        |